# Daniel Castellano
Daniel Castellano Betancor (ur. 2 listopada 1987 w Las Palmas de Gran Canaria) – hiszpański piłkarz występujący na pozycji pomocnika w UD Las Palmas.